# Olympische Jugend-Sommerspiele 2014/Teilnehmer (St. Lucia)
| Gelbes Symbol für Goldmedaillen mit stilisierten Olympischen Ringen | Graues Symbol für Silbermedaillen mit stilisierten Olympischen Ringen | Braundes Symbol für Bronzemedaillen mit stilisierten Olympischen Ringen |
| ------------------------------------------------------------------- | --------------------------------------------------------------------- | ----------------------------------------------------------------------- |
| —                                                                   | —                                                                     | —                                                                       |

Die Jugend-Olympiamannschaft aus Saint Lucia für die II. Olympischen Jugend-Sommerspiele vom 16. bis 28. August 2014 in Nanjing (Volksrepublik China) bestand aus sechs Athleten.

## Athleten nach Sportarten

### Beachvolleyball
Mädchen
- Destini Faucher Mondesir
- Dala Noel
17. Platz

### Leichtathletik
| Mädchen - Rochelle Etienne Speerwurf: 17. Platz 8 × 100 m Mixed: 47. Platz | Jungen - Dius Clauzelma 100 m: 14. Platz 8 × 100 m Mixed: 59. Platz |

### Schwimmen
Mädchen
- Thalia Bergasse
100 m Freistil: 34. Platz
200 m Rücken: 28. Platz

### Segeln
Jungen
- Luc Chevrier
Byte CII: 20. Platz